# James Abdnor
James Abdnor, född 13 februari 1923 i Kennebec, South Dakota, död 16 maj 2012  i Sioux Falls, South Dakota, var en amerikansk republikansk politiker. Han representerade delstaten South Dakota i båda kamrarna av USA:s kongress.
Abdnor tjänstgjorde i USA:s armé 1942-1943. Han utexaminerades 1945 från University of Nebraska. Han arbetade sedan som jordbrukare och lärare i South Dakota. Han var ledamot av delstatens senat 1956-1968, viceguvernör i South Dakota 1969-1971, ledamot av USA:s representanthus 1973-1981 och ledamot av USA:s senat 1981-1987. Han förlorade i 1986 års senatsval mot demokraten Tom Daschle. Till Abdnors konservativa politiska ställningstaganden hörde motstånd mot aborter och stöd för avregleringen av oljepriserna. Han förblev ogift livet ut.
Abdnors far invandrade till South Dakota från Bekaadalen i Libanon. Fadern hade ändrat släktnamnet från Abdelnour till Abdnor då han kom till Amerika från Osmanska riket år 1899.